# Melle, Deux-Sèvres

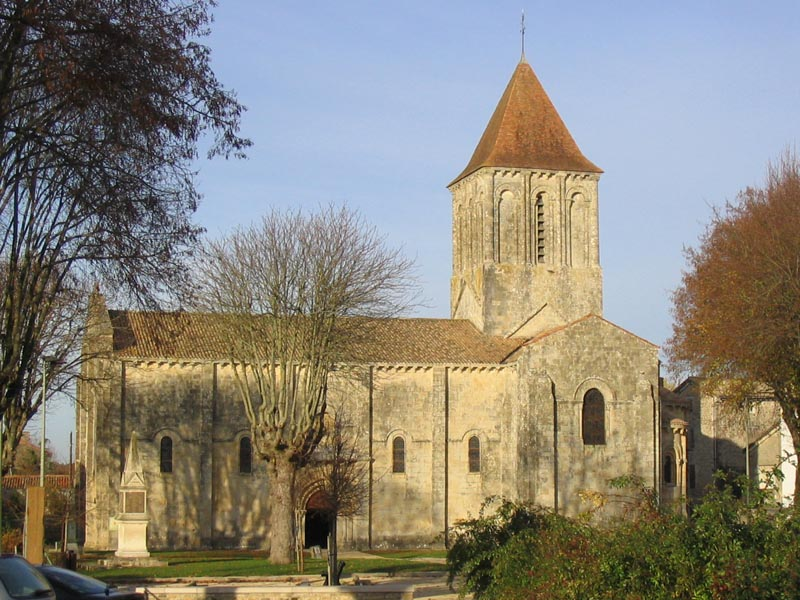
Saint Pierre

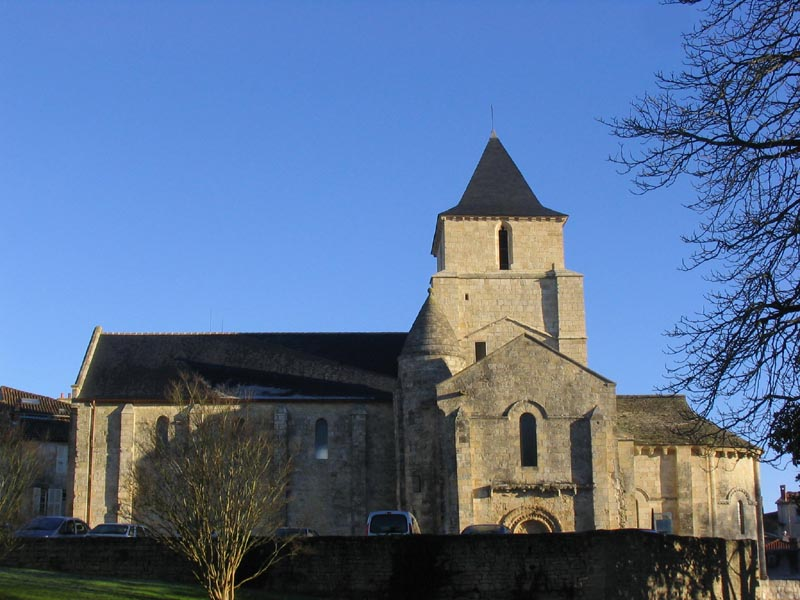
Saint Savinien

Melle là một xã trong tỉnh Deux-Sèvres trong vùng Nouvelle-Aquitaine ở phía tây nước Pháp. Xã này nằm ở khu vực có độ cao trung bình 119 mét trên mực nước biển.
Đây là quê hương của Ségolène Royal, ứng cử viên cuộc bầu cử tổng thống năm 2007, ông là đảng viên Đảng xã hội. Laurent Cantet cũng sinh ra tại đây.
Thị trấn đã được lập dưới triều Charlemagne làm trung tâm khai thác khoáng sản..